# Vereniging van de Vlaamse Provincies
De Vereniging van de Vlaamse Provincies vzw, kortweg VVP, is een Vlaams kenniscentrum dat de belangen van de vijf Vlaamse provincies behartigt.

## Geschiedenis
De wortels van de Vereniging van de Vlaamse Provincies zijn te vinden bij de oprichting van de delegatie van de bestendige deputaties van het Rijk, die in overleg ging met de hogere overheid. In 1973 richtten de negen Belgische provincies een gemeenschappelijke vereniging op om hun belangen te behartigen, de Vereniging van de Belgische Provincies.
Na de staatshervormingen van de jaren 1980 drong een regionalisering van de vereniging zich op. Op 27 maart 1991 stichtten de Vlaamse provincies en de Vlaamse raadsleden van de provincie Brabant de Vlaamse Vereniging van Provincies. Na de oprichting van de provincie Vlaams-Brabant op 1 januari 1995 kreeg de vereniging haar huidige naam, de Vereniging van de Vlaamse Provincies.

## Voorzitters
| Tijdspanne                             | Tijdspanne                             | Voorzitter                             | hoedanigheid                           |                                        |
| Vereniging van de Belgische Provincies | Vereniging van de Belgische Provincies | Vereniging van de Belgische Provincies | Vereniging van de Belgische Provincies | Vereniging van de Belgische Provincies |
| -------------------------------------- | -------------------------------------- | -------------------------------------- | -------------------------------------- | -------------------------------------- |
|                                        |                                        | Leopold Gillon                         | gedeputeerde van West-Vlaanderen       |                                        |
|                                        |                                        | Richard Bonzi (PS)                     | gedeputeerde van Namen                 |                                        |
|                                        |                                        | Hendrik Olivier (CVP)                  | gedeputeerde van West-Vlaanderen       |                                        |
|                                        | ...                                    |                                        |                                        |                                        |
| Vereniging van de Vlaamse Provincies   |                                        |                                        |                                        |                                        |
|                                        | 1991-1995                              | Jan Vallaeys (CVP)                     | gedeputeerde van Oost-Vlaanderen       |                                        |
|                                        | 1995-2001                              | Ferdinand Peuteman (SP)                | gedeputeerde van West-Vlaanderen       |                                        |
|                                        | 2001-2004                              | Johan Beke (VLD)                       | gedeputeerde van Oost-Vlaanderen       |                                        |
|                                        | 2004-2007                              | Jan Durnez (CD&V)                      | gedeputeerde van West-Vlaanderen       |                                        |
|                                        | 2007-2010                              | Jos Geuens (sp.a)                      | gedeputeerde van Antwerpen             |                                        |
|                                        | 2010-2013                              | Hilde Bruggeman (Open Vld)             | gedeputeerde van Oost-Vlaanderen       |                                        |
|                                        | 2013-2016                              | Marc Vandeput (CD&V)                   | gedeputeerde van Limburg               |                                        |
|                                        | 2016-2019                              | Luk Lemmens (N-VA)                     | gedeputeerde van Antwerpen             |                                        |
|                                        | 2019-2022                              | Ann Schevenels (Open Vld)              | gedeputeerde van Vlaams-Brabant        |                                        |
|                                        | 2022-heden                             | Tom Dehaene (CD&V)                     | gedeputeerde van Vlaams-Brabant        |                                        |